# مكتبة جيناديوس

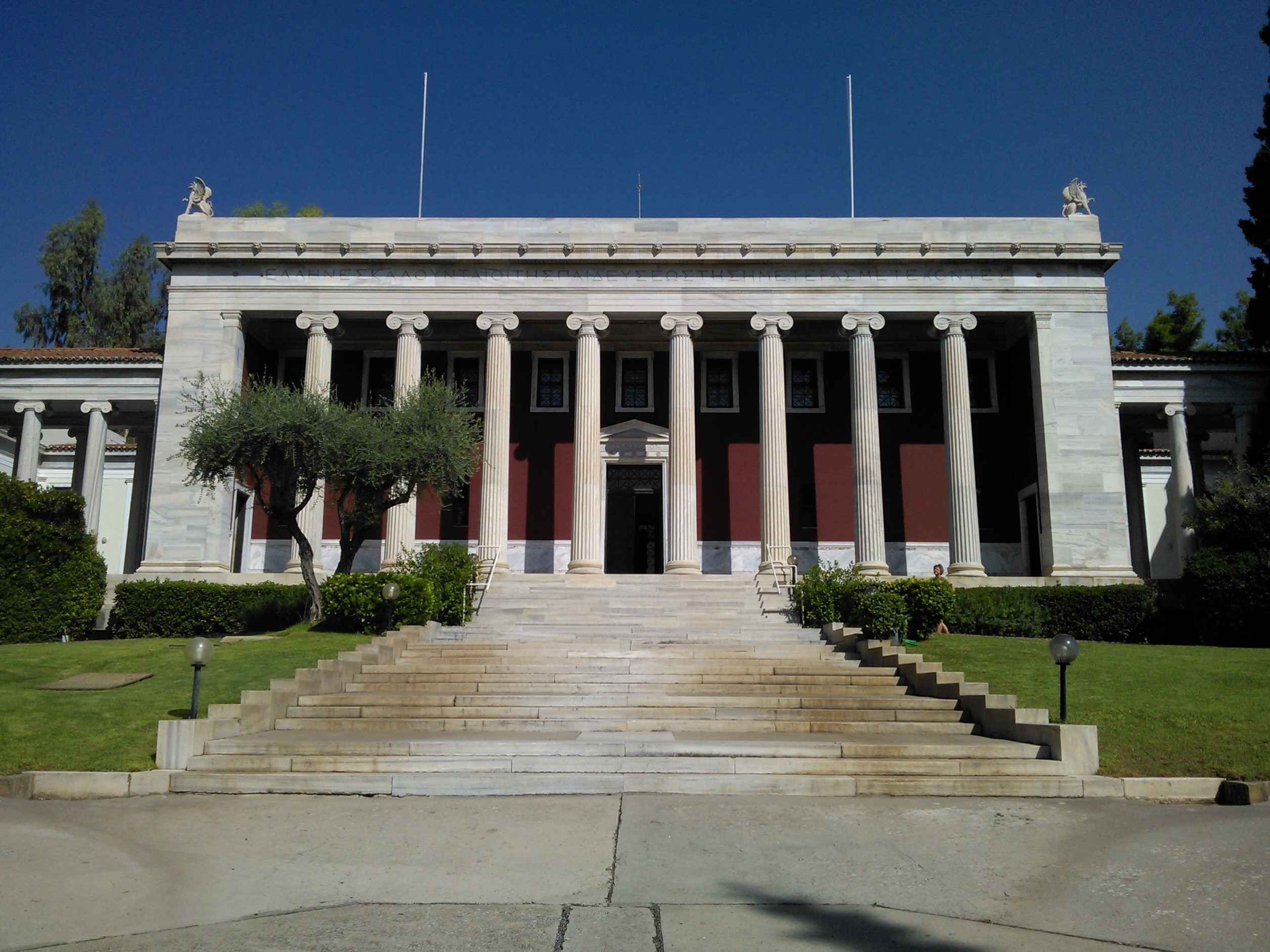

مكتبة جيناديوس هي واحدة من أهم المكتبات في اليونان، حيث تضم أكثر من 110.000 مجلد عن التاريخ والأدب والفن اليوناني من العصور القديمة حتى العصر الحديث، تقع المكتبة في شارع سويداس 61 على سفوح جبل ليكابيتوس في وسط أثينا، المبنى الرئيسي لمكتبة جيناديوس في أثينا، صممه المعماريان الأمريكيان جون فان بيلت و دبليو ستيوارت طومسون وافتتح في عام 1926، المكتبة هي واحدة من المكتبتين اللتين تنتميان إلى المدرسة الأمريكية للدراسات الكلاسيكية في أثينا (إلى جانب مكتبة بيلجين).

## التاريخ
كان المؤسس الرئيسي للمكتبة الدبلوماسية اليونانية جوانز جيناديوس (1844-1932)، الذي تبرع في البداية بجزء من مجموعته للمكتبة الوطنية اليونانية التي تأسست حديثًا، بعد عودته إلى أثينا بعد بضع سنوات، شعر بالذهول عندما اكتشف أنه ليس لديهم أي إشارة إلى العناصر التي تبرع بها، ولذلك قرر العثور على منزل أفضل لمجموعته، أثناء حضورهم معاهدة واشنطن البحرية، أظهر العلماء الأمريكيون اهتمامًا بتأسيس منشأة مخصصة في اليونان.
تم بناء مبنى مخصص على الطراز الكلاسيكي الجديد، بدعم مالي من شركة كارنيجي لإيواء 26000 مجلد تبرع بها جيناديوس، تم تصميم المبنى من قبل شركة Van Pelt and Thompson في نيويورك، على طراز معبد كلاسيكي مع حدائق، افتتحت المكتبة في 23 أبريل 1926 وسميت تكريما لوالد جيناديوس جورج جيناديوس (1786-1854).
منذ عام 1999 تم توسيع المكتبة وتحديثها بتكييف الهواء وقاعة جديدة وجناح شرقي، تم افتتاحها في عام 2005 بمكاتب ومناطق تخزين جديدة لأرشيفات جيناديوس وبقية المجموعة، تم تمويل هذه الأعمال إلى حد كبير من خلال جمع الأموال في أمريكا، مع لويد كوتسن كمتبرع رئيسي، وتمت رقمنة بعض مجموعة جيناديوس الأصلية ووضعها على الإنترنت، بما في ذلك سجلات القصاصات الخاصة به والأفيميرا.